# Do What U Want
Do What U Want är en låt av Lady Gaga med R. Kelly och den andra singeln av hennes tredje album ARTPOP.
Singeln togs emot positivt från musikkritiker och placerades sig högt på flera internationella topplistor. Singeln toppade även flera digitala musiktjänster där den placerade sig överst på listorna över popularitet. 
Singeln har även givits ut i en nyutgåva tillsammans med Christina Aguilera.

## Musikvideo
En musikvideo var planerad att ges ut och är även färdiginspelad i sen helhet, men gavs inte ut. Enligt Lady Gaga beror detta på att videon reflekterar en mörk del av hennes liv och karriär, vilket skulle skada henne både personligt och professionellt vid utgivning.
Webbplatsen TMZ publicerade den 19 juni 2014 olovligt delar av musikvideon vilket orsakade en våg av kontrovers. Videon utspelar sig på ett sjukhus där R. Kelly agerar läkare som skall bota sin patient, men istället bryter de båda ut i sång.

## Utgåvor
Singel
Singeln är utgiven som digital download på de främsta digitala musiktjänsterna, däribland iTunes Store och Google Play.
| Nr           | Titel                           | Längd |
| ------------ | ------------------------------- | ----- |
| 1.           | Do What U Want (feat. R. Kelly) | 3:48  |
| Total längd: | Total längd:                    | 3:48  |

Nyutgåva
Singeln gavs ut i en nyutgåva som digital download tillsammans med Christina Aguilera efter ett gemensamt framförande på den amerikanska versionen av The Voice.
| Nr           | Titel                                     | Längd |
| ------------ | ----------------------------------------- | ----- |
| 1.           | Do What U Want (feat. Christina Aguilera) | 3:36  |
| Total längd: | Total längd:                              | 3:36  |

EP
En EP är även utgiven tillägnad singeln innehållande remixer som digital download.
| Nr           | Titel                                                                             | Längd |
| ------------ | --------------------------------------------------------------------------------- | ----- |
| 1.           | Do What U Want (feat. R. Kelly) (DJ White Shadow Remix)                           | 4:03  |
| 2.           | Do What U Want (feat. R. Kelly) (Samantha Ronson Remix)                           | 4:27  |
| 3.           | Do What U Want (feat. R. Kelly) (Kronic Remix)                                    | 5:12  |
| 4.           | Do What U Want (feat. Christina Aguilera) (Steven Redant Madrid Radio Remix)      | 4:00  |
| 5.           | Do What U Want (feat. Christina Aguilera) (Steven Redant Madrid Club Remix)       | 7:31  |
| 6.           | Do What U Want (feat. Christina Aguilera) (Steven Redant Barcelona Remix)         | 6:28  |
| 7.           | Do What U Want (feat. Christina Aguilera) (Red Ant & Amp Lexvas Deep House Remix) | 6:50  |
| Total längd: | Total längd:                                                                      | 38:31 |